# إيران في الألعاب الآسيوية 1974
شَاركَتْ إيران في دورة الألعاب الآسيوية 1974 التي أُقيمت في طهران في الفترة المُمتدَّة من 1 سبتمبر 1974 إلى 16 سبتمبر 1974. فازوا رياضيو إيران بـ36 ميدالية ذهبية و 28 ميدالية فضية و 17 ميدالية برونزية بمَجمُوع 81 ميدالية لتحتل بذلك المرتبة الثانية في ترتيب الميداليات.